# Faltings-tétel
A Mordell-sejtés azt állította, hogy egy, a racionális test fölötti egynél nagyobb nemszámú görbének véges sok pontja van. Ennek egy általánosítása, hogy a racionális számok helyett annak véges bővítése is vehető. Faltings ezt az általánosítást látta be, ez a Faltings-tétel.
Jelölje a C {\displaystyle \mathbb {R} } feletti görbe génuszát g! Ekkor C pontjainak száma a következő:
- Ha g = 0, akkor a pontok száma vagy nulla, vagy végtelen
- Ha g = 1, akkor vagy nincsenek pontok, vagy C elliptikus görbe, és racionális pontjai végesen generált Abel-csoportot alkotnak. Mazur torziótétele meghatározza ennek torziócsoportjának szerkezetét
- Ha g > 1, akkor a Faltings-tétel szerint véges sok pontja van

## Következményei
Faltings 1983-as cikke már felsorolta a tétel több következményét is:
- A Mordell-sejtés, mint speciális eset
- Az izogenitás tétele, hogy az izomorf Tate-modulú Abel-varietások génusza megegyezik
- A Shafarevich-sejtés, hogy rögzített számtest felett a rögzített dimenziójú és polarizációs fokú Abel-varietásoknak véges sok izomorfia-osztálya van, ami jól redukálható helyek egy véges halmazán kívül

Parshin (1971) visszavezette a Mordell-sejtést a Shafarevich-sejtésre. A Faltings-tétel alkalmazásával a nagy Fermat-tétel egy gyengébb formája is belátható: egy adott n > 4-re az an + bn = cn egyenletnek véges sok megoldása lehet, mivel ezekre az n-ekre az xn + yn = 1 görbe génusza egynél nagyobb.

## Általánosításai
A Mordell–Weil-tétel miatt a Faltings-tétel állítása átfogalmazható így:
A C görbe metszete az A Abel-varietás Γ részcsoportjával véges.
C vehető az Abel-varietás részvarietásának, és Γ a varietás véges rangú részcsoportjával. Ez volt a Mordell–Lang-sejtés, amit azóta szintén beláttak.
A Bombieri–Lang-sejtés szerint, ha X pszeudokanonikus varietás egy K számtest fölött, akkor X(K) nem Zariski-sűrű X-ben. Paul Vojta még általánosabb sejtéseket is javasolt.
Függvényterekre Manin (1963) és Grauert (1965) látta be. Coleman (1990) hibát, rést talált Manin gondolatmenetében.

## Bizonyításai
Faltings eredeti bizonyítása a Tate-sejtés egy speciális esetére vezette vissza az állítást a Néron-modell és az algebrai geometria más eszközeinek felhasználásával. Paul Vojta diofantoszi approximációval oldotta meg; ezt a bizonyítást alakította elemire Enrico Bombieri.